# 肖恩·布萊斯利
肖恩·布萊斯利（英語：Shaun Brisley；1990年5月6日—）是一位英格蘭足球運動員。在場上的位置是後衛。他現在效力於英格蘭足球甲級聯賽球隊彼得伯勒聯足球俱樂部。

## 外部連結
- 足球数据库：肖恩·布萊斯利的球员统计数据